# アンドレス・セペダ
アンドレス・セペダ・セディエル （Andrés Cepeda Cediel, 1973年7月7日 -）は、コロンビアのシンガーソングライター。幼い頃から音楽のペンチャントを見せ、5歳からピアノを学び、12歳で初曲を作曲。 彼の音楽のキャリアは、彼が何人かの友人と設立したラテンのロックポップグループ、ポリガミアのリードボーカリストとして始まりました。セペダはソリストとしての音楽キャリアを続け、ボレロなどのさまざまな音楽ジャンルで成功を収めました。

## ディスコグラフィー
- Una Canción (1993)
- Vueltas y Vueltas (1995)
- Promotal 500 mg (1996)
- Buenas Gracias, Muchas Noches (1998)

- Sé Morir (1999)

- El Carpintero (2001)

- Siempre Queda Una Canción (2002)

- Canción Rota (2003)

- Para Amarte Mejor (2006)

- Pop latino (2007)
- Día tras día (2009)
- Lo Mejor Que Hay En Mi Vida ( 2012)
- Mil ciudades (2015)